# Purley on Thames
Purley on Thames est une paroisse civile et un village du Berkshire, en Angleterre.